# Biloxi Blues (obra de teatro)

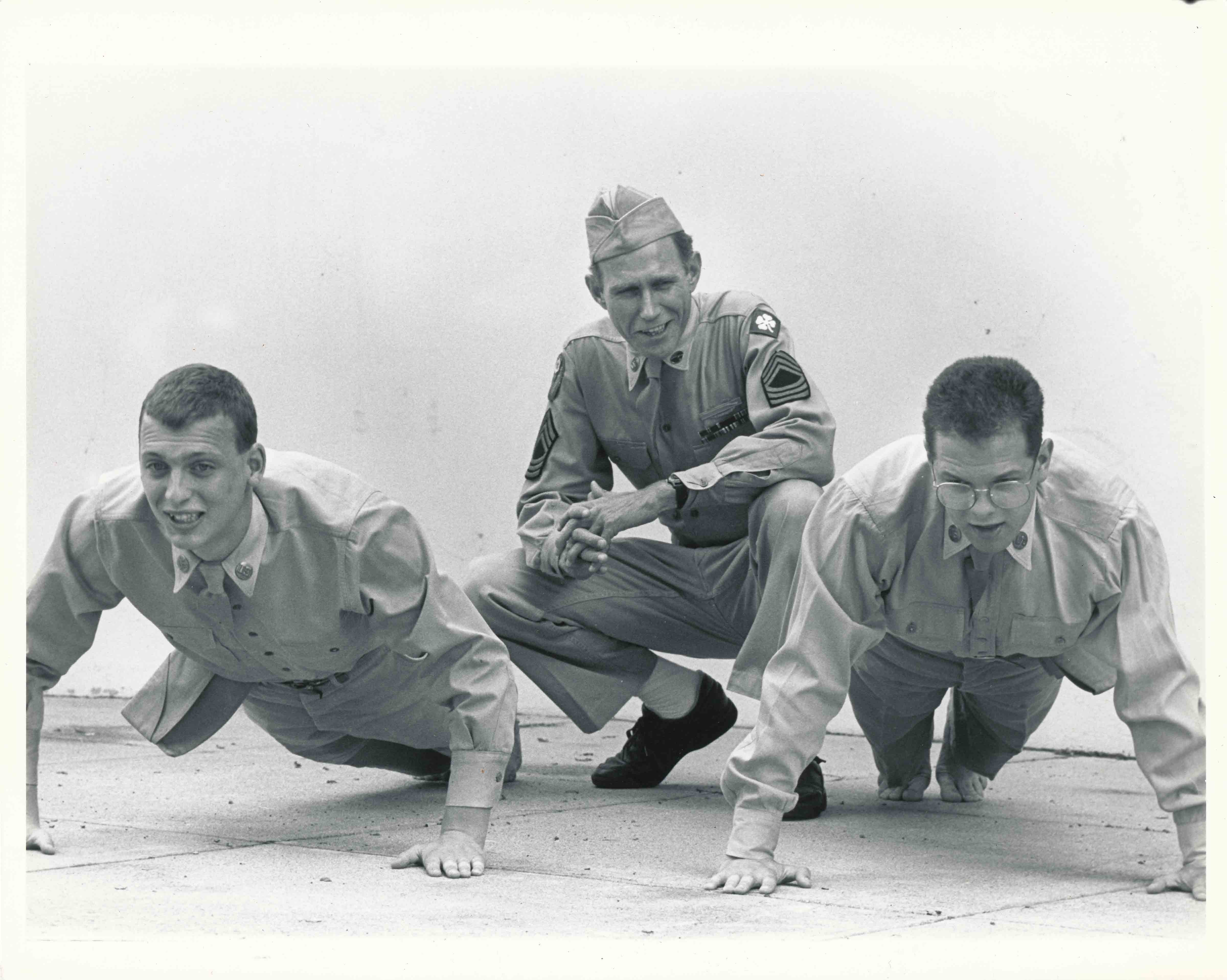
Presentación de Biloxi Blues en la Universidad de Otterbein de teatro y danza, en 1989.

Biloxi Blues es una obra de teatro del dramaturgo estadounidense Neil Simon, estrenada en 1984. Se trata de la segunda obra de una trilogía, centrada en el personaje de Eugene Morris Jerome y fue precedida por Brighton Beach Memoirs y sucedida por Broadway Bound.

## Argumento
Corre el año 1943. Eugene Morris Jerome es un joven de 20 años que ha crecido en Brooklyn, y que es reclutado por el Ejército de los Estados Unidos durante la II Guerra Mundial y es enviado a Biloxi (Misisipi), para que lleve a cabo un curso de entrenamiento básico. Allí, Eugene aprende a tratar con sus compañeros, soportar al excéntrico instructor el Sargento Toomey, se enamora y pierde la virginidad en unas circunstancias que están lejos de ser las ideales.

## Estreno
- Ahmanson Theatre, Los Ángeles, California, 8 de diciembre de 1984.

- Neil Simon Theatre, Broadway, 28 de marzo de 1985, con el mismo elenco.[1]
  - Dirección: Gene Saks.
  - Escenografía: David Mitchell
  - Intérpretes: Matthew Broderick (Eugene), William Sadler, Penelope Ann Miller, Randall Edwards, Barry Miller, Matt Mulhern, Alan Ruck. A lo largo de la producción, Broderick fue remplazado en el papel sucesivamente por Bruce Norris, Zach Galligan, William Ragsdale y Jonathan Silverman.

## Premios
La obra obtuvo tres Premios Tony a la mejor obra, mejor dirección y mejor actor (Barry Miller).

## Adaptación cinematográfica
Existe una versión para la gran pantalla dirigida por Mike Nichols en 1988, protagonizada por Broderick, Miller y Christopher Walken.